# Liga Mistrzów OFC
Liga Mistrzów OFC (OFC Champions League) – turniej piłkarski obejmujący kluby z obszaru Oceanii. W latach 1987–2006 rozgrywany był pod nazwą OFC Club Championship.

## Format rozgrywek

### 1987–2006
Turniej nie był rozgrywany cyklicznie, lecz w różnych odstępach czasu. W turnieju występowała różna liczba drużyn, byli to mistrzowie swoich krajów, wyjątkiem były rozgrywki w sezonie 2004/2005 gdy wystąpiły 2 drużyny z Tahiti oraz rozgrywki w 2006 roku, gdy w turnieju wystąpiły dwie drużyny z Nowej Zelandii. Cały turniej odbywał się w jednym mieście (wyjątek to rok 1999 gdy rozgrywki toczyły się w 2 miastach na Fidżi). Rozgrywany był jeden mecz finałowy.

### 2017–aktualnie
W aktualnym formacie występuje 18 drużyn, z czego 16 w fazie grupowej. Turniej rozgrywany jest w ciągu jednego roku (faza wstępna, faza grupowa i faza pucharowa). W fazie wstępnej rywalizują ze sobą 4 drużyny w jednej grupie i dwie najlepsze przechodzą do fazy grupowej. Faza grupowa jest podzielona na 4 grupy po 4 zespoły, z czego dwie najlepsze drużyny z każdej grupy przechodzą do ćwierćfinałów.

## Zwycięzcy

### OFC Club Championship
| Sezon | Zwycięzca         | Finał        | 2. miejsce                  |
| ----- | ----------------- | ------------ | --------------------------- |
| 1987  | Adelaide City     | 1–1 (k. 4–1) | University-Mount Wellington |
| 1999  | South Melbourne   | 5–1          | Nadi                        |
| 2001  | Wollongong Wolves | 1–0          | Tafea                       |
| 2005  | Sydney FC         | 2–0          | AS Magenta                  |
| 2006  | Auckland City     | 3–1          | AS Pirae                    |

### OFC Champions League
| Sezon   | Zwycięzca                                                  | Finał                                                      | 2. miejsce                                                 |
| ------- | ---------------------------------------------------------- | ---------------------------------------------------------- | ---------------------------------------------------------- |
| 2007    | Waitakere United                                           | 1–2 i 1–0                                                  | Ba                                                         |
| 2007/08 | Waitakere United                                           | 1–3 i 5–0                                                  | Kossa                                                      |
| 2008/09 | Auckland City                                              | 7–2 i 2–2                                                  | Koloale                                                    |
| 2009/10 | Hekari United                                              | 3–0 i 1–2                                                  | Waitakere United                                           |
| 2010/11 | Auckland City                                              | 2–1 i 4–0                                                  | Amicale                                                    |
| 2011/12 | Auckland City                                              | 2–1 i 1–0                                                  | AS Tefana                                                  |
| 2012/13 | Auckland City                                              | 2–1                                                        | Waitakere United                                           |
| 2013/14 | Auckland City                                              | 1–1 i 2–1                                                  | Amicale                                                    |
| 2014/15 | Auckland City                                              | 1–1 (k. 4-3)                                               | Team Wellington                                            |
| 2016    | Auckland City                                              | 3-0                                                        | Team Wellington                                            |
| 2017    | Auckland City                                              | 3-0 i 2-0                                                  | Team Wellington                                            |
| 2018    | Team Wellington                                            | 6-0 i 4-3                                                  | Lautoka                                                    |
| 2019    | Hienghène Sport                                            | 1-0                                                        | AS Magenta                                                 |
| 2020    | Faza pucharowa została odwołana z powodu pandemii COVID-19 | Faza pucharowa została odwołana z powodu pandemii COVID-19 | Faza pucharowa została odwołana z powodu pandemii COVID-19 |
| 2021    | Turniej odwołany z powodu pandemii COVID-19                | Turniej odwołany z powodu pandemii COVID-19                | Turniej odwołany z powodu pandemii COVID-19                |
| 2022    | Auckland City                                              | 3-0                                                        | Vénus                                                      |
| 2023    | Auckland City                                              | 4-2 (dogr.)                                                | Suva                                                       |
| 2024    | Auckland City                                              | 4-0                                                        | Pirae                                                      |
| 2025    | Auckland City                                              | 2-0                                                        | Hekari United                                              |

## Statystyki

### Osiągnięcia według klubów
| Drużyna                     | 1. miejsce | 2. miejsce |
| --------------------------- | ---------- | ---------- |
| Auckland City               | 13         | 0          |
| Waitakere United            | 2          | 2          |
| Team Wellington             | 1          | 3          |
| Hekari United               | 1          | 1          |
| Sydney FC                   | 1          | 0          |
| Wollongong Wolves           | 1          | 0          |
| South Melbourne             | 1          | 0          |
| Adelaide City               | 1          | 0          |
| Hienghène Sport             | 1          | 0          |
| Amicale                     | 0          | 2          |
| AS Magenta                  | 0          | 2          |
| Pirae                       | 0          | 2          |
| AS Tefana                   | 0          | 1          |
| Koloale                     | 0          | 1          |
| Kossa                       | 0          | 1          |
| Ba                          | 0          | 1          |
| Tafea                       | 0          | 1          |
| Nadi                        | 0          | 1          |
| University-Mount Wellington | 0          | 1          |
| Lautoka                     | 0          | 1          |
| Vénus                       | 0          | 1          |
| Suva                        | 0          | 1          |

### Osiągnięcia według państw
| Państwo           | 1. miejsce | 2. miejsce |
| ----------------- | ---------- | ---------- |
| Nowa Zelandia     | 16         | 6          |
| Australia         | 4          | 0          |
| Nowa Kaledonia    | 1          | 2          |
| Papua-Nowa Gwinea | 1          | 1          |
| Fidżi             | 0          | 4          |
| Tahiti            | 0          | 4          |
| Vanuatu           | 0          | 3          |
| Wyspy Salomona    | 0          | 2          |